# Zezé Procópio
José Procópio Mendes (Varginha, Brasil, 12 de agosto de 1913-Valença, Brasil, 8 de febrero de 1980), más conocido como Zezé Procópio, fue un jugador y entrenador de fútbol brasileño. En su etapa como jugador profesional se desempeñaba como centrocampista.

## Selección nacional
Fue internacional con la selección de fútbol de Brasil en 20 ocasiones. Formó parte de la selección que obtuvo el tercer lugar en la Copa del Mundo de 1938.

### Participaciones en Copas del Mundo
| Mundial                        | Sede    | Resultado    | Partidos | Goles |
| ------------------------------ | ------- | ------------ | -------- | ----- |
| Copa Mundial de Fútbol de 1938 | Francia | Tercer lugar | 4        | 0     |

### Participaciones en Copas América
| Copa                         | Sede      | Resultado  |
| ---------------------------- | --------- | ---------- |
| Campeonato Sudamericano 1945 | Chile     | Subcampeón |
| Campeonato Sudamericano 1946 | Argentina | Subcampeón |

## Clubes

### Como jugador
| Club             | País   | Año       |
| ---------------- | ------ | --------- |
| Villa Nova       | Brasil | 1932-1936 |
| Atlético Mineiro | Brasil | 1937-1938 |
| Botafogo         | Brasil | 1938-1942 |
| Palmeiras        | Brasil | 1942-1943 |
| São Paulo        | Brasil | 1944      |
| Palmeiras        | Brasil | 1945-1948 |

### Como entrenador
| Club                       | País   | Año       |
| -------------------------- | ------ | --------- |
| Esportiva de Guaratinguetá | Brasil | 1963      |
| Botafogo-SP                | Brasil | 1963-?    |
| São Carlos Clube           | Brasil | 1967-1968 |

## Palmarés

### Campeonatos regionales
| Título                    | Club             | País   | Año  |
| ------------------------- | ---------------- | ------ | ---- |
| Campeonato Mineiro (AMEG) | Villa Nova       | Brasil | 1932 |
| Campeonato Mineiro        | Villa Nova       | Brasil | 1933 |
| Campeonato Mineiro        | Villa Nova       | Brasil | 1934 |
| Campeonato Mineiro        | Villa Nova       | Brasil | 1935 |
| Campeonato Mineiro        | Atlético Mineiro | Brasil | 1938 |
| Campeonato Paulista       | Palmeiras        | Brasil | 1942 |
| Campeonato Paulista       | Palmeiras        | Brasil | 1947 |

### Campeonatos nacionales
| Título                  | Club             | País   | Año  |
| ----------------------- | ---------------- | ------ | ---- |
| Copa de Campeones (FBF) | Atlético Mineiro | Brasil | 1937 |